# Kockel-lian
Kockel-lian (Anamirta cocculus) är en växt i familjen månfrörankeväxter (Menispermaceae) och enda art i släktet Anamirta.
De mogna, färska frukterna kallas kockelbär och har mörkrött fruktkött, som bekläder ett tunt, sprött skal, inom vilket finns ett njurformigt frö som inte utfyller skalets hålighet. När de har torkats är dessa kärnor mörkt gråbruna eller svartbruna, på ytan smått skrynkliga, rundat njurformiga, något större än ärter, med synnerligen bitter smak. De tortkade bären kallas kockelkärnor.
Deras viktigaste beståndsdel är pikrotoxin, ett kvävefritt, färglöst, kristalliserande, kemiskt indifferent, mycket giftigt ämne, som lätt sönderdelas i det likaledes starkt giftiga pikrotoxininet (C15H16O6) och i mindre verksamt pikrotin (C15H18O7). Vid förgiftning retar pikrotoxin vissa nervcentra i förlängda märgen häftigt, och förorsakar därigenom egendomliga konvulsioner, krampaktig andning, långsam puls och stegrat blodtryck. Tidigare användes frukten för att fånga fisk och för smaksättning av öl. Pikrotoxin hade ingen användning som läkemedel.